# سید حسین کیا
سید حسین کیا بن علی (۷۹۷–۷۹۸ ق) سومین پادشاه سلسله کیاییان بود. وی با حمایت اهالی لاهیجان به قدرت رسید؛ اما چون بی‌تدبیر و ناتوان بود، با مخالفت‌های مردمی مواجه شد، و برادرش سید رضاکیا، او را برکنار کرد و خود به حکومت رسید.